# Linyphantes natches
Espèce
Linyphantes natches est une espèce d'araignées aranéomorphes de la famille des Linyphiidae.

## Distribution
Cette espèce est endémique du Washington aux États-Unis,.

## Description
Le mâle holotype mesure 2,60 mm et la femelle paratype 2,70 mm.

## Publication originale
- Chamberlin & Ivie, 1942 : A hundred new species of American spiders. Bulletin of the University of Utah, vol. 32, no 13, p. 1-117.